# 35ª Armata combinata
La 35ª Armata combinata (in russo 35-я общевойсковая армия?, 35-ja obščevojskovaja armija; unità militare 62825) è una formazione delle Forze terrestri russe, facente parte del Distretto militare orientale e con base a Belogorsk.

## Storia
La formazione è l'erede del 29º Corpo fucilieri dell'Armata Rossa, costituito il 15 giugno 1943, che combatté durante la seconda guerra mondiale inquadrato nel 1º Fronte bielorusso sotto il comando di Konstantin Rokossovskij. Nell'immediato dopoguerra il corpo venne schierato a Krasnodar, mentre nel 1966 fu trasferito in Estremo Oriente presso la città di Belogorsk. Il 22 febbraio 1968 è stato insignito dell'Ordine della Bandiera rossa.
L'armata è stata costituita il 25 giugno 1969, per ordine del Ministro della difesa dell'Unione Sovietica, sulla base del 29º Corpo fucilieri.
Nel gennaio 2022 le unità dell'armata sono state dislocate in Bielorussia in previsione dell'invasione russa dell'Ucraina, prendendo parte alla fallita offensiva su Kiev a partire dal 24 febbraio 2022. Nel corso della battaglia la 64ª Brigata fucilieri motorizzata si è resa responsabile del massacro di Buča. In seguito alla ritirata delle forze russe dall'Ucraina settentrionale, a maggio l'armata è stata durante impegnata in combattimento nei pressi di Izjum, dove secondo numerose fonti, sia russe che occidentali, avrebbe subito pesantissime perdite, tali da risultare quasi completamente distrutta.
Il 12 giugno 2023 un attacco missilistico ucraino ha ucciso il capo di stato maggiore dell'armata, maggior generale Sergej Gorjačev. Il 15 marzo 2025 il posto comando del 189º Reggimento fucilieri motorizzato, di recente formazione, è stato colpito da un bombardamento ucraino che ha provocato almeno 20 vittime, fra le quali il comandante, tenente colonnello M. Petrov.

## Ordine di battaglia attuale
- 38ª Brigata fucilieri motorizzata delle guardie "Vitebsk" (unità militare 21720)
- 64ª Brigata fucilieri motorizzata delle guardie (unità militare 51460)
- 69ª Brigata di copertura "Svir-Pomerania-Cosacchi dell'Amur" (unità militare 61424)
- 165ª Brigata artiglieria delle guardie "Praga" (unità militare 02901)
- 107ª Brigata missilistica delle guardie "Mazyr" (unità militare 47062)
- 71ª Brigata missilistica contraerea delle guardie (unità militare 01879)
- 54ª Brigata comando delle guardie (unità militare 53790)
- 103ª Brigata logistica (unità militare 72157)
- 189º Reggimento fucilieri motorizzato (unità militare 78540)
- 35º Reggimento difesa NBC delle guardie (unità militare 59792)[10]
- 65º Reggimento genio (unità militare 54626)
- 318º Reggimento guerra elettronica (unità militare 63554)
- 82º Battaglione manutenzione (unità militare 98673)
- 553º Battaglione comunicazioni (unità militare 03823)
- 643º Posto di comando difesa contraerea
- 714º Centro comando intelligence (unità militare 32863)
- 63ª Compagnia specnaz

## Comandanti
- Tenente generale Jurij Zarudin (giugno 1969 - febbraio 1973)
- Tenente generale Jurij Potapov (febbraio 1973 - dicembre 1975)
- Tenente generale Vjačeslav Dubinin (gennaio 1976 - 1979)
- Tenente generale Ivan Morozov (1982 - settembre 1984)
- Tenente generale Fëdor Kuz'min (settembre 1984 - febbraio 1987)
- Maggior generale Valerij Kotin (febbraio 1987 - ottobre 1988)[11]
- Tenente generale Vladimir Toporov (ottobre 1988 - agosto 1989)
- Tenente generale Evgenij Vysockij (agosto 1989 - settembre 1991)
- Tenente generale Aleksandr Majorov (settembre 1991 - dicembre 1993)
- Tenente generale Evgenij Malachov (dicembre 1993 - giugno 1996)
- Tenente generale Anatolij Nutrichin (giugno 1996 - agosto 1999)
- Tenente generale Aleksandr Kutikov (agosto 1999 - giugno 2002)
- Tenente generale Oleg Saljukov (giugno 2002 - novembre 2003)
- Tenente generale Nikolaj Bogdanovskij (novembre 2003 - giugno 2006)
- Tenente generale Igor' Turčenjuk (giugno 2006 - marzo 2011)
- Tenente generale Sergej Solomatin (marzo 2011 - gennaio 2017)
- Tenente generale Sergej Čebotarëv (gennaio 2017 - settembre 2020)
- Tenente generale Aleksandr Sančik (settembre 2020 - maggio 2023)
- Maggior generale Sergej Nykrov (maggio 2023 - in carica)